# Patinação artística nos Jogos Olímpicos de Inverno de 2010 - Apresentação de gala
A apresentação de gala da patinação artística nos Jogos Olímpicos de Inverno de 2010 ocorreu no Pacific Coliseum, em Vancouver, Colúmbia Britânica, em 27 de fevereiro.
| #  | Patinador(es)                     | País                         | Posição nas competições          | Música                                          |
| -- | --------------------------------- | ---------------------------- | -------------------------------- | ----------------------------------------------- |
|    |                                   |                              |                                  | "Olympic Fanfare and Theme"                     |
|    | Abertura                          | Abertura                     | Abertura                         | "Oh Canada" (ao vivo por Marc Ferland)          |
|    | Apresentação dos patinadores      | Apresentação dos patinadores | Apresentação dos patinadores     | "Bang the Drum"                                 |
| 1  | Madeline Edwards / Zhao-Kai Pang  | CAN Canadá                   | —                                | "Tango Innominato", "Minor Swing"               |
| 2  | Daisuke Takahashi                 | JPN Japão                    | Bronze no individual masculino   | "Luv Letter" (DJ Okawari)                       |
| 3  | Pang Qing / Tong Jian             | CHN China                    | Prata em duplas                  | "Adagio" (Tomaso Albinoni)                      |
| 4  | Miki Ando                         | JPN Japão                    | 5º lugar no individual feminino  | "Requiem" (W. A. Mozart)                        |
| 5  | Federica Faiella / Massimo Scali  | ITA Itália                   | 5º lugar na dança no gelo        | "Quel Posto Che Non C'e" (Negramaro)            |
| 6  | Patrick Chan                      | CAN Canadá                   | 5º lugar no individual masculino | "Yesterday" (The Beatles)                       |
| 7  | Aliona Savchenko / Robin Szolkowy | GER Alemanha                 | Bronze em duplas                 | "Bad Day" (Daniel Powter)                       |
| 8  | Joannie Rochette                  | CAN Canadá                   | Bronze no individual feminino    | "Vole" (Céline Dion)                            |
| 9  | Tanith Belbin / Benjamin Agosto   | USA Estados Unidos           | 4º lugar na dança no gelo        | "Bleeding Love" (Leona Lewis)                   |
| 10 | Yuko Kavaguti / Alexander Smirnov | RUS Rússia                   | 4º lugar nas duplas              | "Waltz Jokes" (seleção de valsas de Strauss)    |
| 11 | Mao Asada                         | JPN Japão                    | Prata no individual feminino     | "Caprice" (Niccolò Paganini)                    |
| 12 | Evgeni Plushenko                  | RUS Rússia                   | Prata no individual masculino    | "Je Suis Malade" (Johnny Hallyday)              |
|    | Intervalo                         |                              |                                  |                                                 |
| 13 | Nam Nguyen                        | CAN Canadá                   | —                                | "Fever" (Madonna)                               |
| 14 | Oksana Domnina / Maxim Shabalin   | RUS Rússia                   | Bronze na dança no gelo          | "Matrix" (trilha sonora)                        |
| 15 | Mirai Nagasu                      | USA Estados Unidos           | 4º lugar no individual feminino  | "Faith" (J. Sparks)                             |
| 16 | Stéphane Lambiel                  | SUI Suíça                    | 4º lugar no individual masculino | "Ne Me Quitte Pas" (Jacques Brel)               |
| 17 | Meryl Davis / Charlie White       | USA Estados Unidos           | Prata na dança no gelo           | "Billie Jean" (David Cook)                      |
| 18 | Kim Yu-Na                         | KOR Coreia do Sul            | Ouro no individual feminino      | "Meditation from Thais" (Jules Massenet)        |
| 19 | Shen Xue / Zhao Hongbo            | CHN China                    | Ouro nas duplas                  | "Io Ci Saro (I'll be There)" (Andrea Bocelli)   |
| 20 | Evan Lysacek                      | USA Estados Unidos           | Ouro no individual masculino     | "Rhapsody in Blue" (George Gershwin)            |
| 21 | Tessa Virtue / Scott Moir         | CAN Canadá                   | Ouro na dança no gelo            | "Everybody Dance Now" (C+C Music Factory)       |
|    | Encerramento                      | Encerramento                 | Encerramento                     | "This is the Moment" (ao vivo por Marc Ferland) |